# United Airlines Tournament of Champions 1984 - Doppio
Il doppio del torneo di tennis United Airlines Tournament of Champions 1984, facente parte del Virginia Slims World Championship Series 1984, ha avuto come vincitrici Claudia Kohde Kilsch e Hana Mandlíková che hanno battuto in finale Anne Hobbs e Wendy Turnbull con il punteggio di 6–0, 1–6, 6–3.

## Teste di serie
1. Anne Hobbs /  Wendy Turnbull (finale)
2. Bonnie Gadusek /  Wendy Prausa (primo turno)

1. Christiane Jolissaint /  Marcella Mesker (semifinali)
2. Claudia Kohde Kilsch </  Hana Mandlíková (Campionesse)

## Tabellone

### Legenda
| - Q = Qualificato - WC = Wild card - LL = Lucky loser | - ALT = Alternate - SE = Special Exempt - PR = Protected Ranking | - w/o = Walkover - r = Ritirato - d = Squalificato |

|  | Quarti di finale | Quarti di finale                      | Quarti di finale                      | Quarti di finale | Quarti di finale |  |  | Semifinali                            | Semifinali                            | Semifinali                            | Semifinali                            | Semifinali |   |   | Finale                    | Finale                    | Finale | Finale | Finale |  |
|  |                  |                                       |                                       |                  |                  |  |  |                                       |                                       |                                       |                                       |            |   |   |                           |                           |        |        |        |  |
|  |                  |                                       |                                       |                  |                  |  |  | Anne Hobbs Wendy Turnbull             | Anne Hobbs Wendy Turnbull             | Anne Hobbs Wendy Turnbull             | Anne Hobbs Wendy Turnbull             | w/o        |   |   |                           |                           |        |        |        |  |
|  | 3                | Christiane Jolissaint Marcella Mesker | Christiane Jolissaint Marcella Mesker | 6                | 6                |  |  | Christiane Jolissaint Marcella Mesker | Christiane Jolissaint Marcella Mesker | Christiane Jolissaint Marcella Mesker | Christiane Jolissaint Marcella Mesker |            |   |   |                           |                           |        |        |        |  |
|  |                  | Caryn Copeland-Wilson Lori McNeil     | Caryn Copeland-Wilson Lori McNeil     | 4                | 3                |  |  |                                       |                                       |                                       |                                       |            |   |   | Anne Hobbs Wendy Turnbull | Anne Hobbs Wendy Turnbull | 0      | 6      | 3      |  |
|  | 4                | Claudia Kohde Kilsch Hana Mandlíková  | Claudia Kohde Kilsch Hana Mandlíková  | 6                | 6                |  |  |                                       |                                       | Claudia Kohde Kilsch Hana Mandlíková  | Claudia Kohde Kilsch Hana Mandlíková  | 6          | 1 | 6 |                           |                           |        |        |        |  |
|  |                  | Sandy Collins Liz Smylie              | Sandy Collins Liz Smylie              | 0                | 0                |  |  | Claudia Kohde Kilsch Hana Mandlíková  | Claudia Kohde Kilsch Hana Mandlíková  | 4                                     | 7                                     | 6          |   |   |                           |                           |        |        |        |  |
|  |                  | Kathy Horvath Virginia Ruzici         | Kathy Horvath Virginia Ruzici         | 7                | 6                |  |  | Kathy Horvath Virginia Ruzici         | Kathy Horvath Virginia Ruzici         | 6                                     | 6                                     | 3          |   |   |                           |                           |        |        |        |  |
|  | 2                | Bonnie Gadusek Wendy Prausa           | Bonnie Gadusek Wendy Prausa           | 5                | 3                |  |  |                                       |                                       |                                       |                                       |            |   |   |                           |                           |        |        |        |  |